# Matthias Greiger
Matthias Greiger var en svensk präst.

## Biografi
Greiger var från Basel. Han blev 29 oktober 1643 kyrkoherde i Tyska församlingen i Norrköping.